# 片倉兼太郎 (3代目)
三代目 片倉 兼太郎（さんだいめ かたくら かねたろう、旧字体：片倉 兼󠄁太郞、1884年（明治17年）9月20日 - 1947年（昭和22年）1月15日）は、日本の実業家、政治家。勲等は勲四等。出生名は片倉 脩一（かたくら しゅういち）。
富国火災海上保険株式会社社長（第2代）、片倉製糸紡績株式会社会長、諏訪電気社長、株式会社美篶商会社長（初代）、貴族院議員などを歴任した。

## 概要
長野県出身の実業家、資本家であり、貴族院議員を務めた政治家でもある。1934年、三代目片倉兼太郎を襲名しており、当初の名は脩一であった。片倉製糸紡績（現在の片倉工業）会長、八十二銀行頭取、日本蚕種製造社長、諏訪電気社長、美篶商会社長を歴任した。富国火災海上保険の社長も務めた。

## 来歴

### 生い立ち
1884年（明治17年）9月20日、長野県に片倉兼太郎（二代目）の長男「脩一」として生まれる。父の実兄にして養父の片倉兼太郎（初代）は、伯父にして養祖父に当たる。旧制・諏訪実科中学校（現在の長野県諏訪清陵高等学校）を中途退学し、片倉組に加わる。
1917年（大正6年）2月13日、初代が死去する。

### 実業家として
1920年（大正9年）3月23日、片倉組が片倉製糸紡績株式会社として法人化されるとともに、取締役に就任する。1925年、片倉財閥の傘下に富国火災海上保険が加わったことから、同年1月30日より同社の社長を務めた。
1934年（昭和9年）1月8日の二代目の逝去にともない、同年、三代目片倉兼太郎を襲名する。翌1935年（昭和10年）、片倉製糸紡績会長に就任する（社長は初代の実弟今井五介）。1936年（昭和11年）5月16日、片倉財閥が経営する写真機材商社美篶商会（1922年創業）の法人化に際し、初代社長に就任、翌1937年（昭和12年）から日本初の豆カメラ「ミゼット」を発売し、豆カメラブームを起こす。
1939年（昭和14年）、第8回貴族院多額納税者議員選挙にて貴族院議員に選出され、同年9月29日に就任し同成会に所属。同年9月、株式会社富岡製糸所（旧官営富岡製糸場）を片倉製糸紡績に合併する。1943年（昭和18年）11月、片倉製糸紡績は、片倉工業株式会社に改称する。
1947年（昭和22年）片倉財閥は解体指定を受け、三代目兼太郎は公職追放となり、その10日後の同年1月15日、死去する。満62歳歿。貴族院の多額納税者議員として、第92回帝国議会の会期中、在籍死亡であった。勲四等。
二女・くにの夫は八十二銀行頭取の黒沢三郎